# Frederick Courtney Selous
Pour les articles homonymes, voir Selous.
 (mars 2019).
Si vous disposez d'ouvrages ou d'articles de référence ou si vous connaissez des sites web de qualité traitant du thème abordé ici, merci de compléter l'article en donnant les références utiles à sa vérifiabilité et en les liant à la section « Notes et références ».
Frederick Courteney Selous (ou Courtney) (31 décembre 1851 - 4 janvier 1917) était un explorateur britannique d'Afrique de l'Est et d'Afrique australe.

## Un explorateur d'Afrique
Frederik Courtney Selous naît le 31 décembre 1851 dans une maison du Regent's Park à Londres en Angleterre. 
Passionné par l'histoire naturelle et la vie des espèces animales dans leur habitat sauvage, il part à l'âge de 19 ans poursuivre ses études en Afrique du Sud dans la Colonie du Cap. En 1872, âgé de 21 ans, il est l'un des rares blancs à voyager dans le Matabeleland au nord du fleuve Limpopo et de la république sud-africaine du Transvaal. Il est reçu par le roi ndébélé Lobengula qui lui accorde le droit de chasser sur ses terres. 
De 1872 à 1890, Selous passe l'essentiel de sa vie en Afrique dans des régions jusque-là inexplorées (ou très peu) par l'homme blanc. Son périple et ses chasses l'amènent jusqu'au bassin du Congo. Il est alors un important pourvoyeur en spécimen animal, minéral et végétal de toutes sortes pour les musées et les collections privées du monde entier. 
Il explore particulièrement les territoires alors parfois appelés Zambézie pour désigner le Mashonaland et le Matabeleland. Il parvient à chaque fois à entretenir des relations cordiales avec les chefs tribaux. Il est d'ailleurs parfois également le premier homme blanc à les rencontrer. Il gagne leur estime et leur confiance, comme cela s'était produit avec Lobengula.
Il maniait un fusil de calibre 4, un calibre si puissant que les tirs le jetaient à terre et que les indigènes devaient le masser plusieurs heures au retour des chasses pour qu'il puisse remarcher.

## Un pionnier de Rhodésie
En 1890, de retour dans la colonie du Cap, Selous fut engagé en tant que guide par la British South Africa Company de Cecil Rhodes. Il fut chargé de tracer une route et de mener une colonne de plusieurs centaines de pionniers au Mashonaland. 
Après avoir tracé cette route à travers montagnes, terres arides et forêts, il emmena les pionniers de la BSAC à destination. Il participa également à la mise sous tutelle de la BSAC de la région de Manicaland fixant les frontières avec le Mozambique portugais.
En décembre 1892, il revint en Angleterre où il fut décoré par la Royal Geographical Society en reconnaissance de ses explorations.
Il résuma en 1893 ses mémoires d'explorateur dans un livre intitulé Twenty Years in Zambesia (20 années en Zambézie). Il revint en cours d'année précipitamment en Zambézie du Sud pour prendre part à la guerre contre les ndébeles du Roi Lobengula, en révolte contre les pionniers de la BSAC. Il fut alors blessé près de Bulawayo.
En 1896, il se maria en Angleterre puis s'installa avec son épouse dans le Matabeleland quand les ndébélés rentrèrent de nouveau en guerre contre les colons blancs. Il participa aux combats qu'il décrivit ensuite dans son livre Sunshine and Storm in Rhodesia (soleil et tempête en Rhodésie).
En dépit de la consolidation du pouvoir de la minorité blanche en Rhodésie du Sud, c'est en Angleterre que Selous s'installa finalement. Il continua néanmoins à explorer le monde, abandonnant l'Afrique notamment pour l'Asie mineure, Terre-Neuve ou les rocheuses canadiennes.

## Le guide africain de Theodore Roosevelt
En 1909, Selous fut encore le guide de chasse du président américain Theodore Roosevelt lors de son voyage en Afrique de l'est britannique, au Congo et en Égypte. Le safari organisé comprenait 300 personnes. Les spécimens prélevés furent collectés pour la Smithsonian Institution mais, durant le voyage, le président Roosevelt et son fils Kermit tuèrent environ 500 grands mammifères et autant de petits animaux sauvages.

## Un destin africain

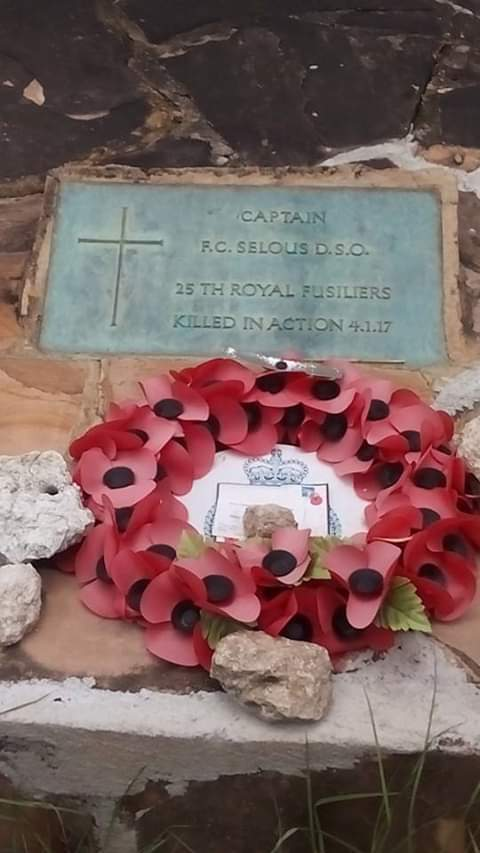
Tombe de F. C. Selous.

Lors de la Première Guerre mondiale, Selous servait comme officier au sein du 25e régiment des fusiliers royaux en Afrique de l'est. Il fut tué lors d'un engagement mineur contre les troupes allemandes à Beho Beho au Tanganyika, en janvier 1917. Il y est enterré.

## Un observateur avisé des ravages de la chasse
Bien que lui-même chasseur, Selous fut l'un des premiers à alerter l'opinion sur les dangers de la chasse non contrôlée pratiquée par les Européens en Afrique, mettant en péril l'existence de certaines espèces animales. Il préconisait alors de mettre en place des droits de chasse afin de garantir la survie de la faune sauvage, notamment des éléphants dont il constatait déjà la raréfaction dans certaines régions.

## Hommages
Dans les années 1970, un régiment des forces spéciales des Forces Armées de la Rhodésie du Sud, spécialisé dans la guérilla rurale du bush, fut également baptisé en son honneur : les Selous Scouts.
Une réserve animalière de Tanzanie fut baptisée en son honneur : la Selous Game Reserve où est située sa sépulture.
Une avenue du centre-ville d'Harare, capitale du Zimbabwe, porte toujours son nom en 2006.
L'écrivain Wilbur Smith rendra souvent hommage à Selous au travers des traits de caractère de ses personnages principaux, souvent tirés de ceux de Selous ou même de sa vie. Ce sera particulièrement le cas du personnage de Sean Courtney (Quand le lion a faim, 1964) dont le patronyme était le deuxième prénom de Selous, du personnage de Morris Zouga Ballantyne (L'Œil du faucon, À la conquête du royaume et La troisième prophétie, trois romans d'une quadrilogie qui a pour toile de fond la fondation de la Rhodésie), ou encore de Leon Courtney (Le destin du chasseur).
Son personnage, interprété par Paul Freeman, apparait dans deux épisodes des aventures du jeune Indiana Jones : "Afrique orientale anglaise, septembre 1909" et "Afrique orientale allemande, décembre 1916".

## Œuvres
- Hunters Wanderings in Africa (1881, 5th ed., 1907), publié en français en 2009 sous le titre La longue piste de l'ivoire, Pérégrinations d'un chasseur en Afrique.
- Travel and Adventure in South-East Africa (1893),
- Sport and Travel, East and West (1900),
- Recent Hunting Trips in British North America (1907),
- African Nature Notes and Reminiscences (1908),